# ヴィンチェンツォ・ジェミート
ヴィンチェンツォ・ジェミート（Vincenzo Gemito、1852年7月16日 – 1929年3月1日）はイタリアの彫刻家である。写実的なスタイルの彫刻を制作した。

## 略歴
ナポリの貧しい家に生まれ、出生の翌日、母親に孤児院に捨てられ、半月ほど後に、子供を亡くしたばかりの家族の養子になった、養父は職人で、ジェミートも職人として育てられた。10歳になる前に彫刻家、エマニュエル・カジアーノ(Emanuele Caggiano)の見習いになり、スタニスラオ・リスタ(Stanislao Lista)の工房でも働き、12歳になった時、ナポリ美術アカデミーに入学し、アカデミーでは写実主義の画家として有名になるアントニオ・マンチーニと知り合い、生涯の友人になったが、アカデミーで長く学ぶことはなかった。
16歳になった1868年にナポリ美術協会の展覧会に彫刻を出展し、高い評価を得て、作品はイタリア国王、ヴィットーリオ・エマヌエーレ2世に作品は買い上げられて、現在はカポディモンテ美術館に展示されている。1869年、1871年のナポリの展覧会でも賞を受賞し、ローマで学ぶ奨学金の資格も得ることができた。
1877年にパリに移り、有名な画家エルネスト・メソニエらと友人になり、1878年のパリ万国博覧会の展覧会を含む、展覧会や美術館に作品を出展した。代表的な「少年漁師」の像などに多くの注文を受け、多くの有力者の胸像を制作した。3年間パリで活動した後、1880年にナポリに戻り、1883年に、鋳造の工房を開き、ルネッサンス期に開発され、その後すたれた蝋の型による鋳造方法を使って作品を制作するようになった。
1887年に国王、ウンベルト1世の命令でナポリの王宮のファサードにナポリを支配した歴代の王の大理石像を、同時代の彫刻家が分担して制作することになり、ジェミートは神聖ローマ皇帝、カール5世の像を制作した。不慣れな大理石像であったため、その出来栄えに満足できず、精神的に病むことになり、その後の21年間は新しい彫刻を作らず、治療を受け、絵画を描くだけになった。再び彫刻作品を発表するようになったのは1909年になってからである。晩年は彫金の仕事をした。

## 作品

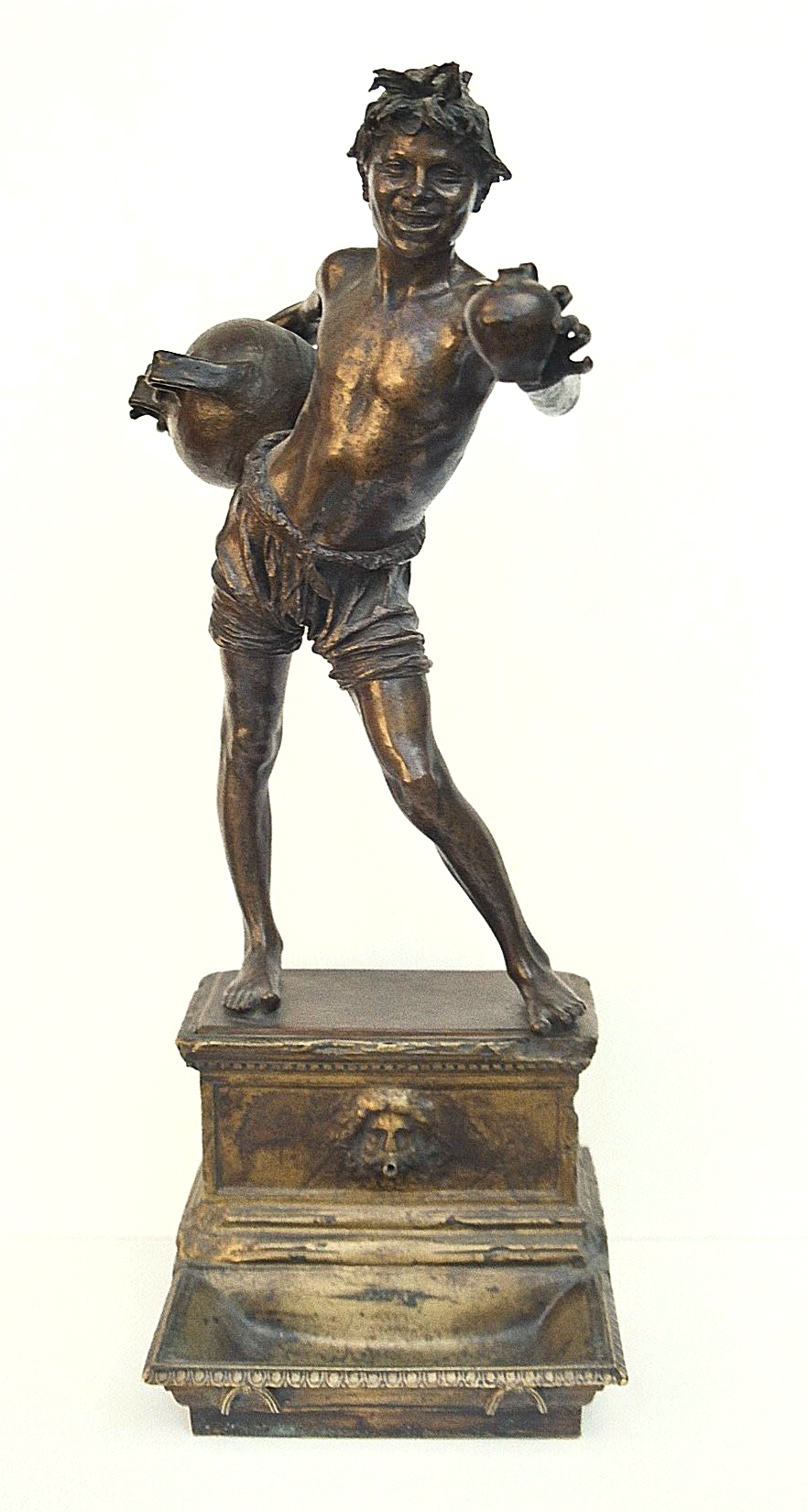
カプレーゼ・ミケランジェロのミケランジェロ博物館の「水売りの少年」
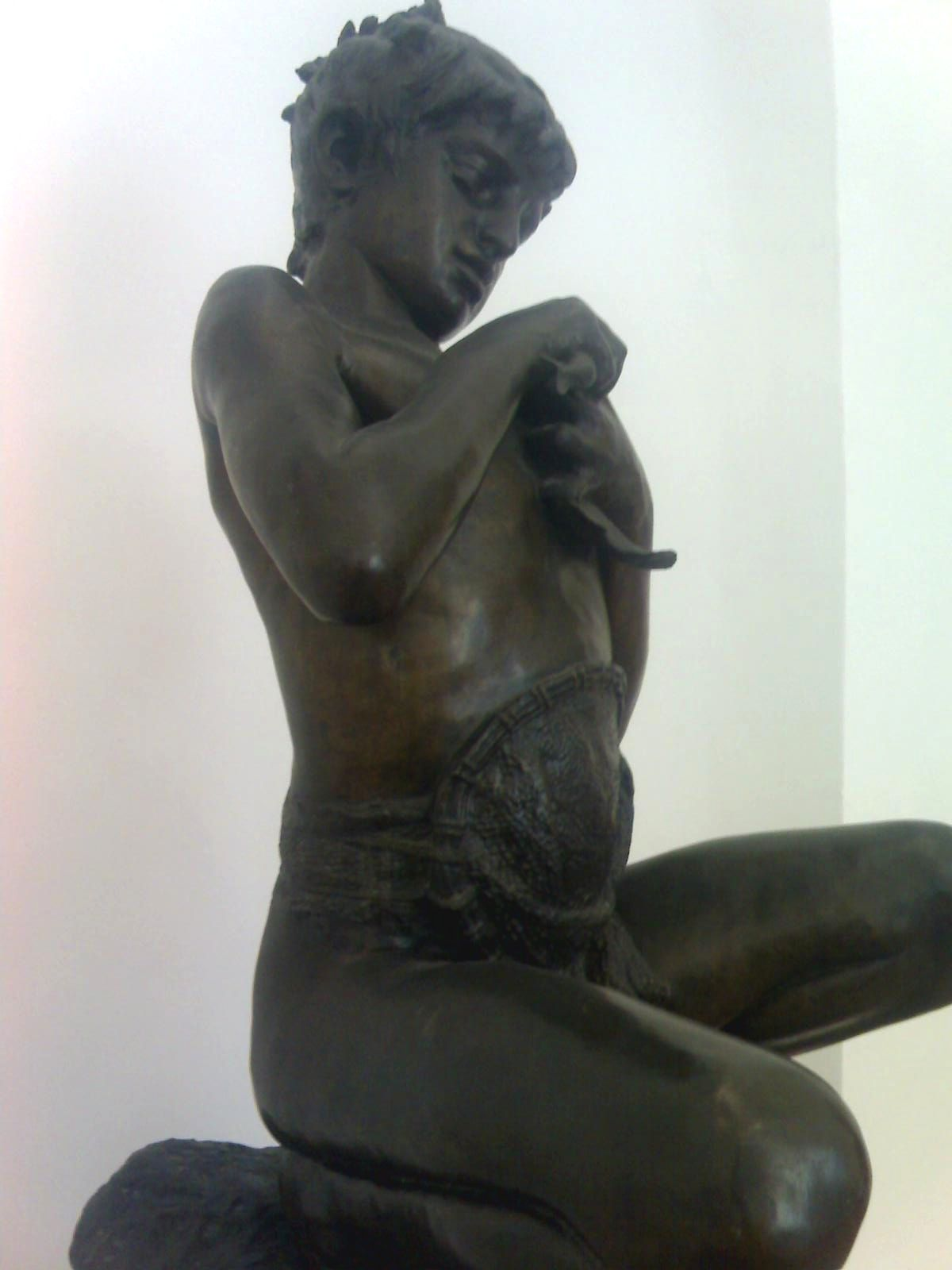
少年漁師　ナポリのアカデミア美術館　蔵
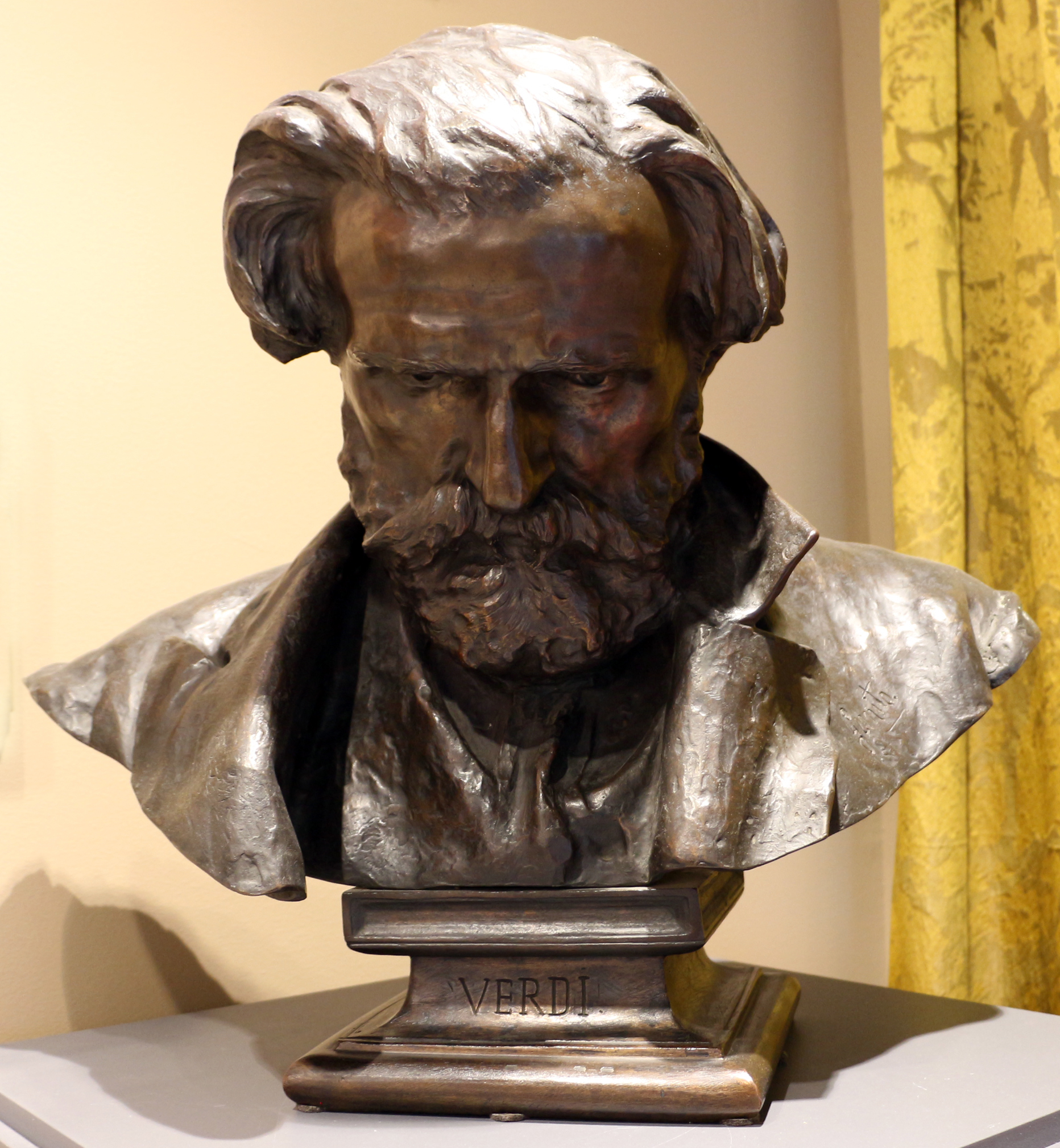
ジュゼッペ・ヴェルディ(作曲家)の胸像
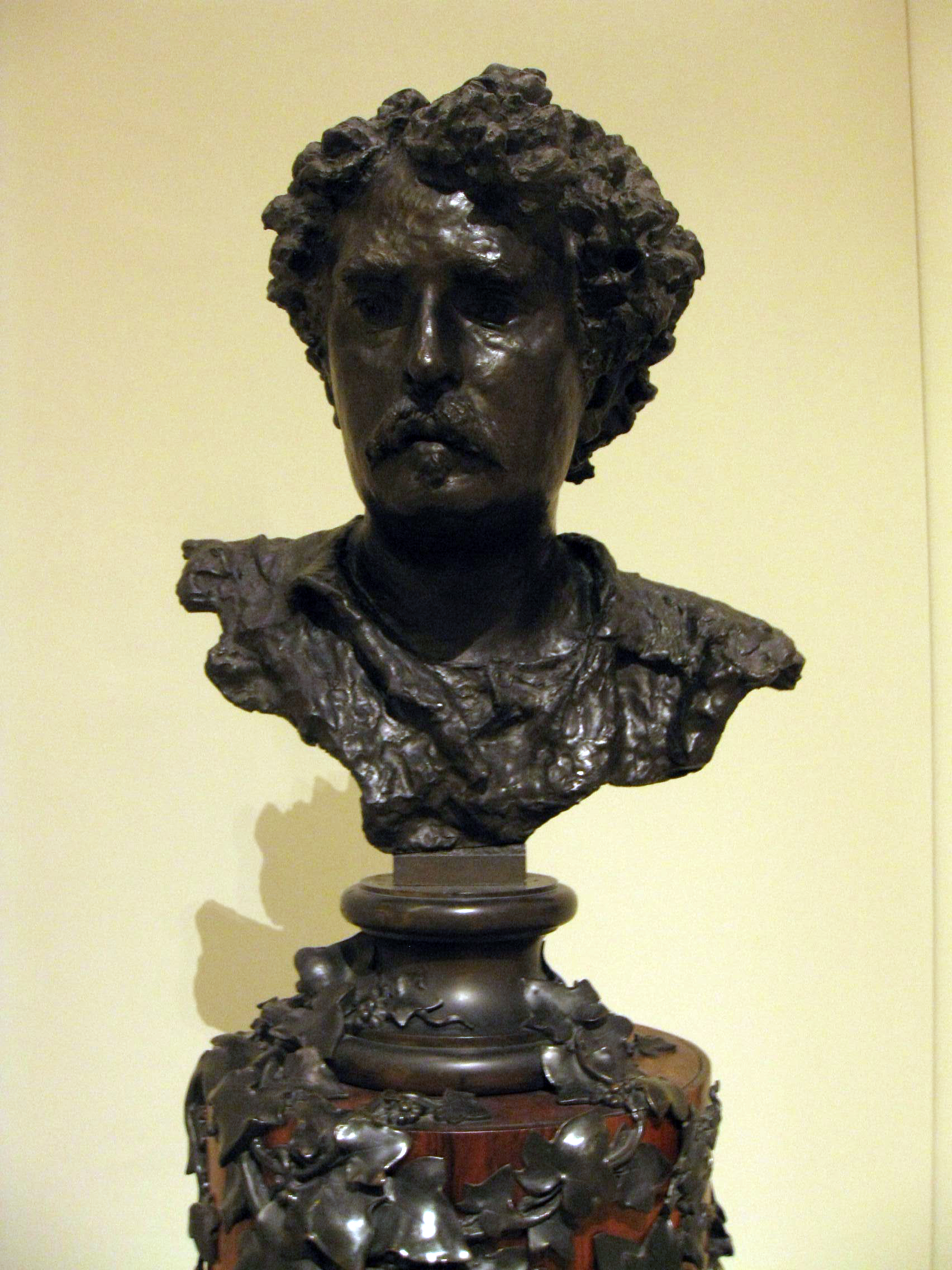
マリアノ・フォルトゥーニ(画家)の胸像 カタルーニャ美術館 蔵